# Toniná
Toniná is een voormalige Mayastad gelegen in Mexico. Van de stad zijn alleen nog ruïnes over. Haar hoogtepunt lag aan het begin van de 10e eeuw. Ze was toen een van de belangrijkste steden binnen de Mayacultuur.
De bouw van de stad duurde meer dan duizend jaar. Dit kwam in een stroomversnelling toen het nabijgelegen Palenque om onbekende redenen verlaten werd door haar bewoners.
In de stad liggen grote Mayatempels. De grootste piramide is ongeveer zeventig meter hoog. Aan het grote aantal tempels dankt de stad waarschijnlijk ook haar naam in het Tzeltal: "Groot stenen huis".